# 布赫科格爾山 (施泰爾馬克州)
46°52′17″N 15°30′27″E / 46.87139°N 15.50750°E

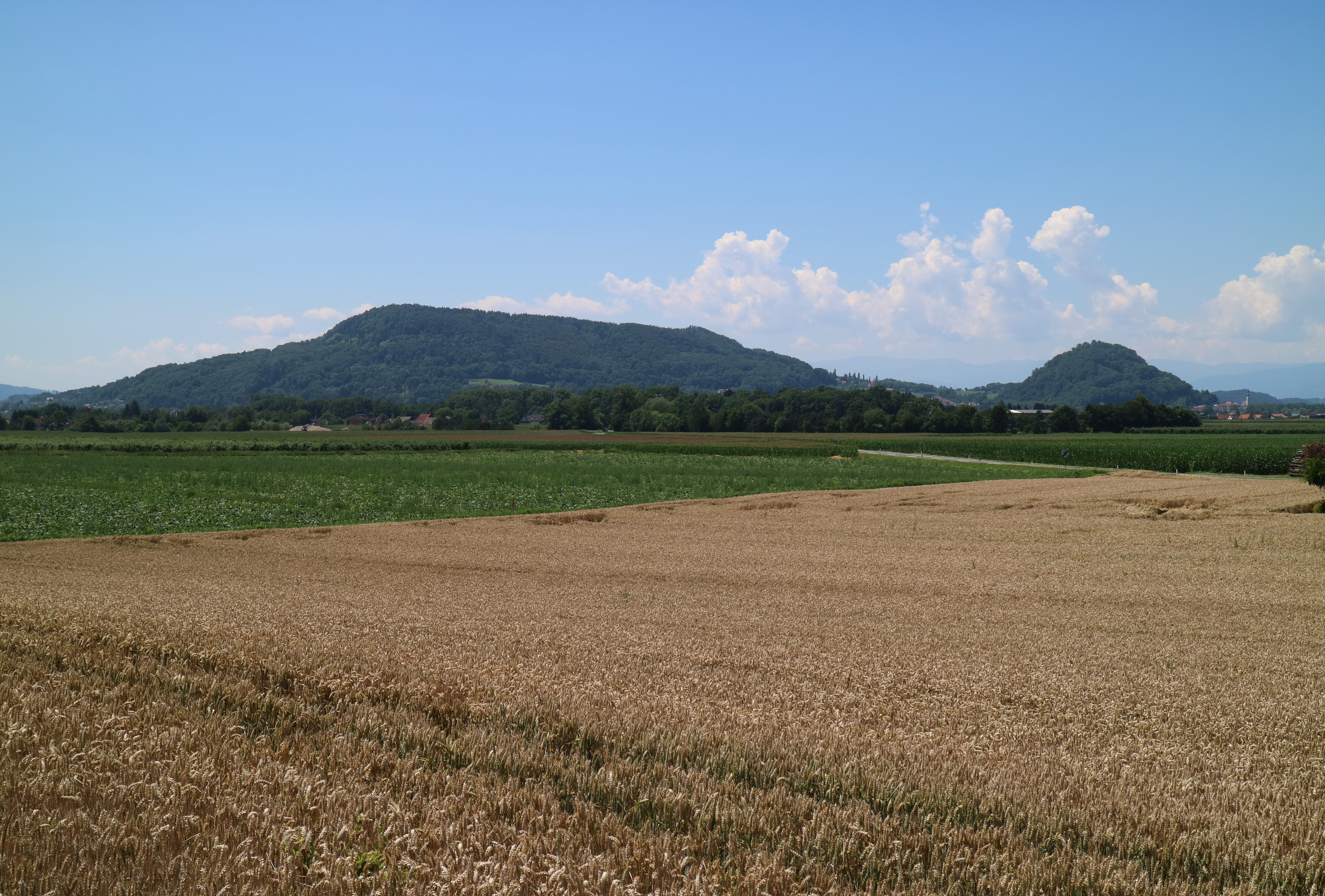

布赫科格爾山（德語：Buchkogel），是奧地利的山峰，位於該國東南部，由施泰爾馬克州負責管轄，海拔高度550米，山體在中新世時期形成，該山峰周邊地區具有重大的考古和地質意義。